# Kouba (département)
Le département de Kouba est un des quatre départements composant la province du Borkou au Tchad. Son chef-lieu est Kouba.

## Subdivisions
Le département de Kouba compte cinq sous-préfectures qui ont le statut de communes :
- Kouba-Oulanga,
- Kouba-Madounga,
- Bourkya,
- Louha,
- Dazanga-Barka.

## Histoire
Le département de Kouba a été créé par l'ordonnance n° 038/PR/2018 portant création des unités administratives et des collectivités autonomes du 10 août 2018.
Il correspond à l'ancienne sous-préfecture de Kouba-Oulanga du département du Borkou.

## Administration
Préfets de Kouba (depuis 2018)
- Issakha Sounni Sougoudoumi 2019-2021 premier prefet de la dite departement